# Repcsik: A mentőalakulat
A Repcsik: A mentőalakulat (eredeti cím: Planes: Fire & Rescue) 2014-ben bemutatott amerikai 3D-s számítógépes animációs film, amely a 2013-ban bemutatott Repcsik című animációs film folytatása.  Az animációs játékfilm rendezője Roberts Gannaway, producere Ferrell Barron. A forgatókönyvet Jeffrey M. Howard írta, a zenéjét Mark Mancina szerezte. A mozifilm a Walt Disney Pictures és a DisneyToon Studios gyártásában készült, a Walt Disney Studios Motion Pictures forgalmazásában jelent meg. Műfaja kalandos filmvígjáték.
Amerikában 2014. július 18-án, Magyarországon 2014. július 17-én mutatták be a mozikban.
A Walt Disney Pictures, 2014. július 18-án mutatta be, melyben visszatér Dane Cook, Stacy Keach, Brad Garrett, Teri Hatcher és Danny Mann. Új szereplők – Hal Holbrook, Julie Bowen, Ed Harris, Wes Studi és Dale Dye.

## Cselekmény
A kisvárosi repülőbajnok, Rozsdás visszatér, miután megtudja, hogy a motorjában az egyik alkatrész meghibásodott. Emiatt a versenyzői pályafutása is veszélybe kerülhet. Hamarosan egy balesetben ráébred, hogy újabb tapasztalatokat is kell szerezni, így hát légi-mentőnek áll. Ebben segítségére lesz Penge erdőőr, hogy egyenesen légi-tűzoltót fejlesszen belőle. A csapattársak is beszállnak: a komor és bölcs Szélvihar, Rigó, a romantikus lelkű oltógép valamit a lánglovagok oltócsoport. Azonban Rozsdás hamar rájön, hogy tűzoltóként sokkal kevesebb szerepe lesz a rivaldafényekben és keményebb önfeláldozó munkákra számíthat a közeljövőben. A józan eszét okosan kell használnia, amikor Dugattyúcsúcs Nemzeti Park lángba borul...

## Szereplők
További magyar hangok: Bálizs Anett, Baráth István, Bogdányi Titanilla, Bolla Róbert, Dányi Krisztián, Galambos Péter, Galbenisz Tomasz, Gardi Tamás, Gulás Fanni, Joó Gábor, Kassai Ilona, Laurinyecz Réka, Mohácsi Nóra, Pap Kati, Petridisz Hrisztosz, Seszták Szabolcs, Sipos Eszter Anna, Sörös Miklós, Vámos Mónika, Vári Attila

## Televíziós megjelenések
- HBO, HBO 2, HBO 3, Disney Channel, Film Now